# Постоловка (Волочисский район)
Постоловка (укр. Постолівка) — село в Волочисском районе Хмельницкой области Украины.
Население по переписи 2001 года составляло 260 человек. Почтовый индекс — 31274. Телефонный код — 3845. Занимает площадь 1,04 км². Код КОАТУУ — 6820982602.

## Местный совет
31274, Хмельницкая обл., Волочисский р-н, с. Зайчики, ул. Ленина, 9